# Faszie

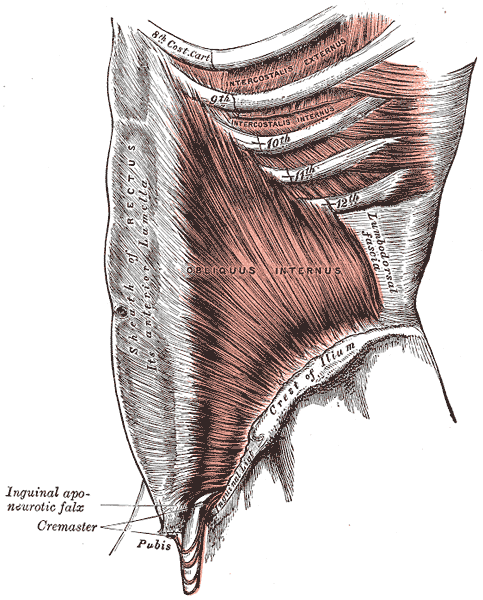
Fasziale Strukturen am Rumpf

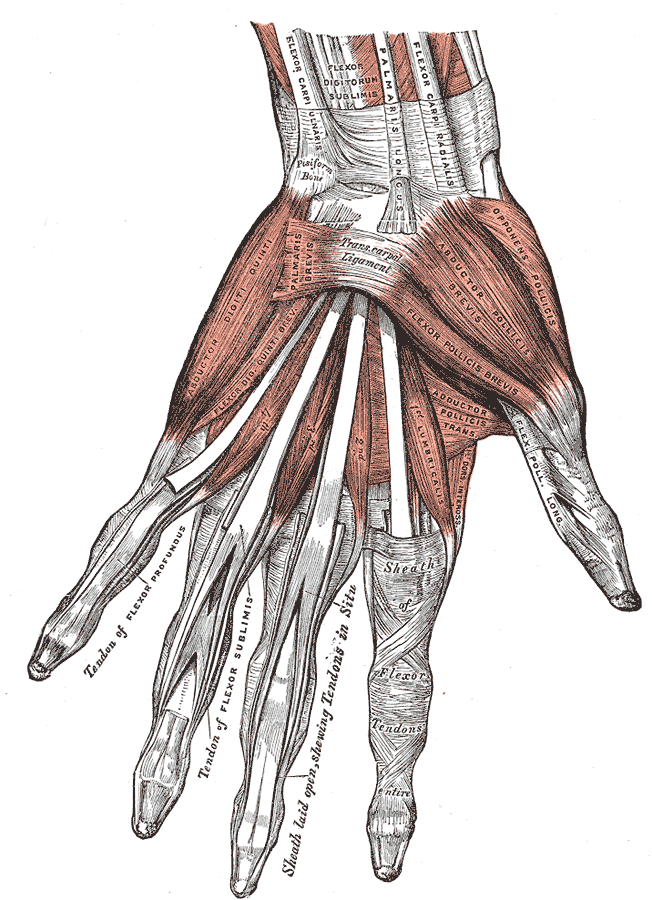
Fasziale Strukturen an der Hand

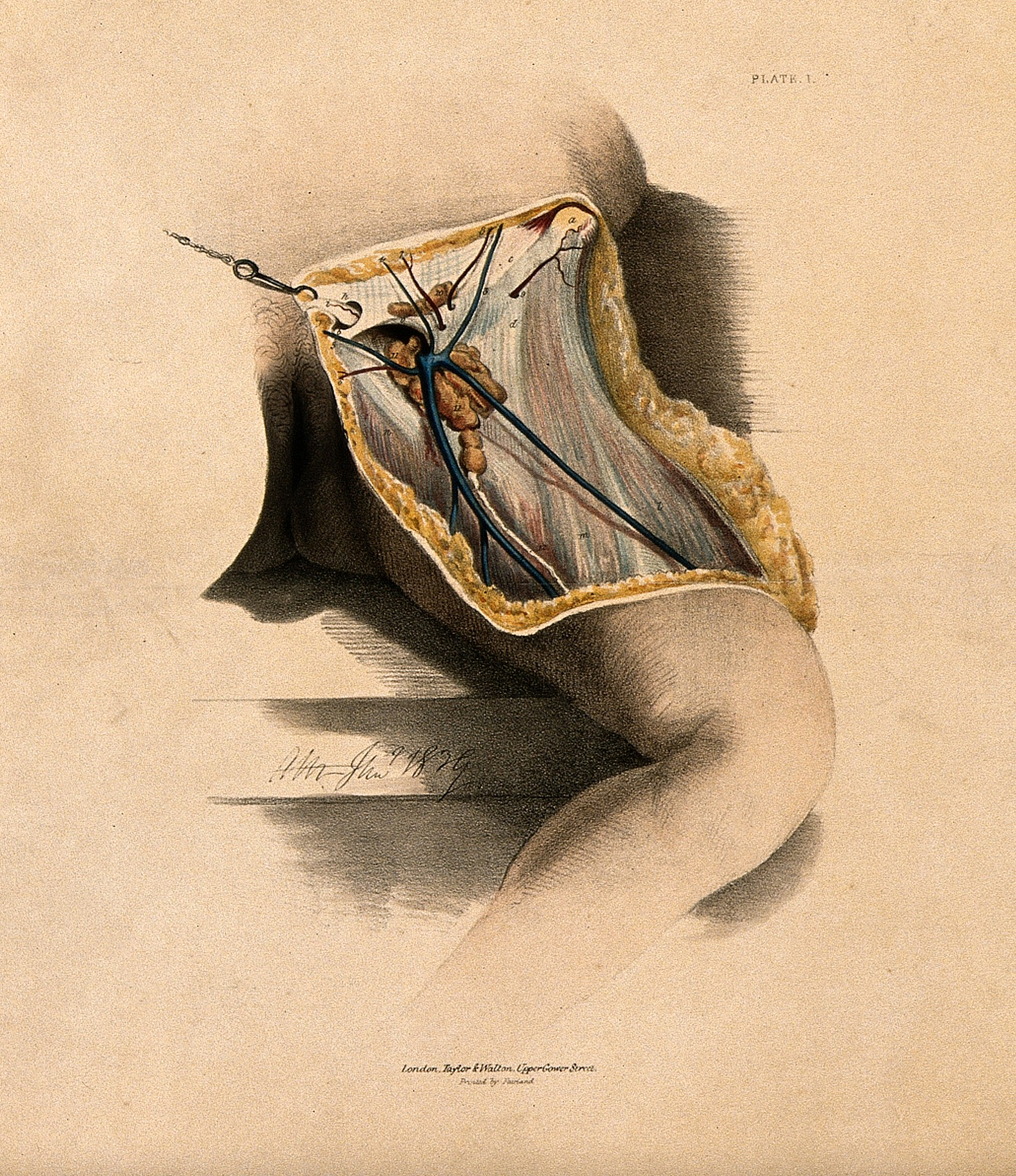
Fasziale Strukturen in der Leiste (intraoperativer Situs).

Faszie, auch Fascie oder Fascia (Entlehnung aus lateinisch fascia ‚Binde‘, ‚Band‘, ‚Bandage‘) ist eine Bezeichnung für flächige Strukturen aus Bindegewebe.

## Terminologie

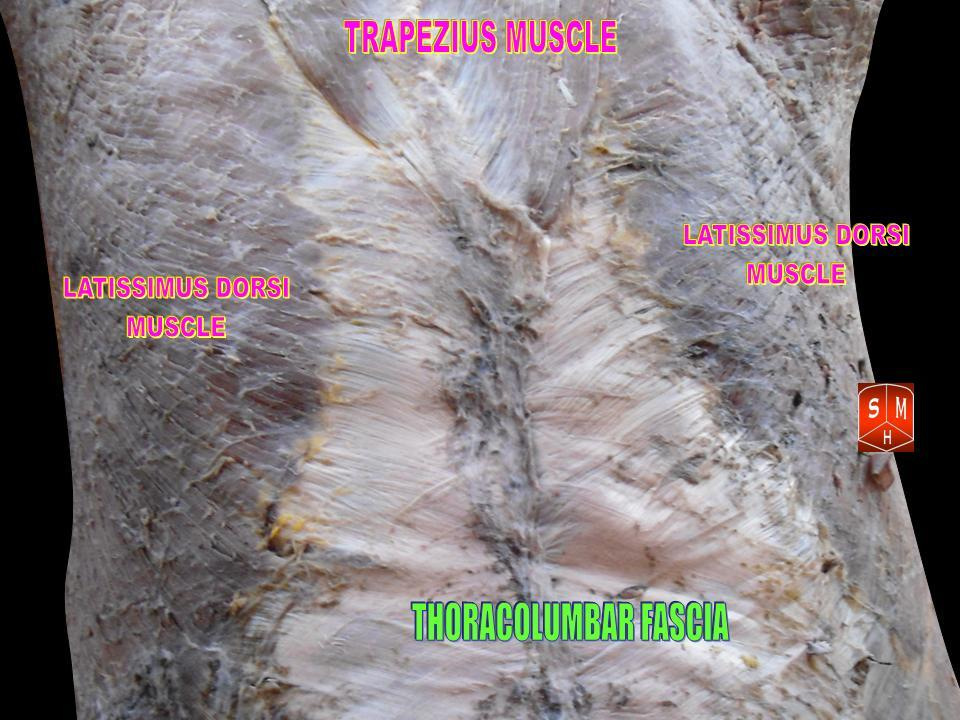
Anatomisches Präparat, welches insbesondere die Faserrichtung der kräftig ausgestalteten Fascia thoracolumbalis zeigt.

### Definition
Die Definition dessen, was unter dem Terminus „Faszie“ verstanden wird, ist uneinheitlich.
Konventionell werden die bindegewebigen Hüllen eines Muskels bzw. einer Muskelgruppe (alternativ: „Muskelbinden“) als „Faszie“ definiert.
Die aktuelle Terminologia anatomica unterscheidet folgende Unterformen:
- Kopf-Hals-Faszie (Fascia craniocervicalis)
- Rumpffaszie (Fascia trunci)
  - Fascia parietalis (Bindegewebe unter dem Wandblatt der Serosa, auch die Fascia endothoracica)
  - Fascia extraserosalis (Bindegewebe zwischen Wand- und Eingeweideblatt der Serosa)
  - Fascia visceralis (Bindegewebe unter dem Eingeweideblatt der Serosa)
- Gliedmaßenfaszien (Fasciae membrorum)
- Muskelfaszien (Fasciae musculorum)
  - Hüllfaszie (Fascia investiens)
  - Muskeleigenfaszie (Fascia propria musculi)

In der Veterinäranatomie ist diese Einteilung nicht üblich. Die Nomina Anatomica Veterinaria (NAV) listen nur den allgemeinen Begriff Faszie und dann die Regionalbezeichnungen für die verschiedenen Körperabschnitte.
Galten „Faszien“ für eine lange Zeit als „Aschenputtel der Anatomie“ und als bloße „Hilfseinrichtungen von Muskeln und Sehnen“, da sie gewissermaßen bei der Präparation der spezifischen Organe entfernt werden müssen, ist ihnen in den letzten Jahren eine zunehmende wissenschaftliche Aufmerksamkeit zuteilgeworden. So wurde zwischenzeitlich die „Fascia Research Society“ gegründet, welche seit 2007 regelmäßig internationale Kongresse veranstaltet.

## Allgemeine Grundlagen
Faszien haben eine wichtige Funktion als Binde- bzw. Trenngewebe der Muskeln.
Die Hüllen, welche einen Muskel oder eine Muskelgruppe umgeben, werden als Muskelfaszien angesprochen. Unterschieden werden:
1. Faszien der einzelnen Muskeln (Fascia propria musculi)
2. Gruppenfaszien (Fascia investiens)
3. allgemeine Körperfaszien (Fascia superficialis)

Die Faszien hängen miteinander zusammen und gehen gewissermaßen fließend in andere bindegewebige Strukturen über, z. B. das Periost. An frischen Präparaten zeigen sie eine feine, treppenstufenförmige Anordnung, die beim Einbetten und Schneiden von histologischen Präparaten weitgehend verloren geht.
Mikroskopisch gesehen verlaufen die Fasern von bindegewebigen Strukturen, z. B. Perimysium oder Peritendineum, parallel. Hingegen verlaufen die Fasern der Muskelfaszien gekreuzt bzw. „scherengitterartig“, da sie bei der Kontraktion des Muskels einer Verdickung desselben entgegenwirken.
Klassischerweise werden die bindegewebigen Strukturen des Körpers, wie zum Beispiel Sehnen oder Muskelfaszien, als relativ „anspruchlos an Blutversorgung und Innervierung“ verstanden. Neuere Studien haben jedoch zeigen können, dass – insbesondere tiefe Faszien – zahlreiche sensorischen Rezeptoren haben. Diese vermitteln beispielsweise Schmerz (Nozizeptoren), Bewegungsänderungen (Propriozeptoren), Änderungen von Druck und Schwingungen (Mechanorezeptoren), Änderungen des chemischen Milieus (Chemorezeptoren) sowie Temperaturschwankungen (Thermorezeptoren).

### Muskelfaszie (Fasciae musculorum)
Muskelfaszien stehen in Verbindung mit den Bindegewebsstrukturen der Haut und Unterhaut und nach innen mit der Knochenhaut. Auf diese Weise bilden sie ein „harmonisch arbeitendes Gesamtsystem [...] in welches die Muskelfasern als bewegendes Element eingeschlossen sind“. Faszien, Septa intermuscularia und Knochen bilden osteofibröse Kanäle, in welchen Muskeln, Nerven und Gefäße liegen. Denkt man sich die Muskeln aus den Faszien herausgenommen, so entstehen Faszien- bzw. Muskellogen. Des Weiteren übernehmen Muskelfaszien wichtige biomechanische Aufgaben: So wirkt der Tractus iliotibialis funktionell als Zuggurtung für den Femur und setzt dessen Biegebeanspruchung in der Frontalebene herab.

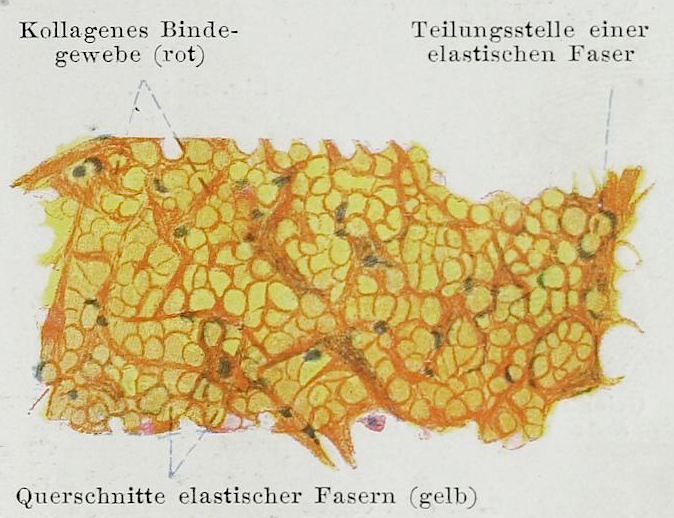
Mikroskopische Aufnahme von einer faszialen Struktur (Lig. nuchae).

Histologisch gesehen bestehen Muskelfaszien – wie andere bindegewebige Strukturen (z. B. Ligamente, Sehnen, Organkapseln etc.) – primär aus Kollagentyp-I-Ketten sowie je nach Lage auch aus elastischen Fasern.

#### Faszien der einzelnen Muskeln (Fascia propria musculi)

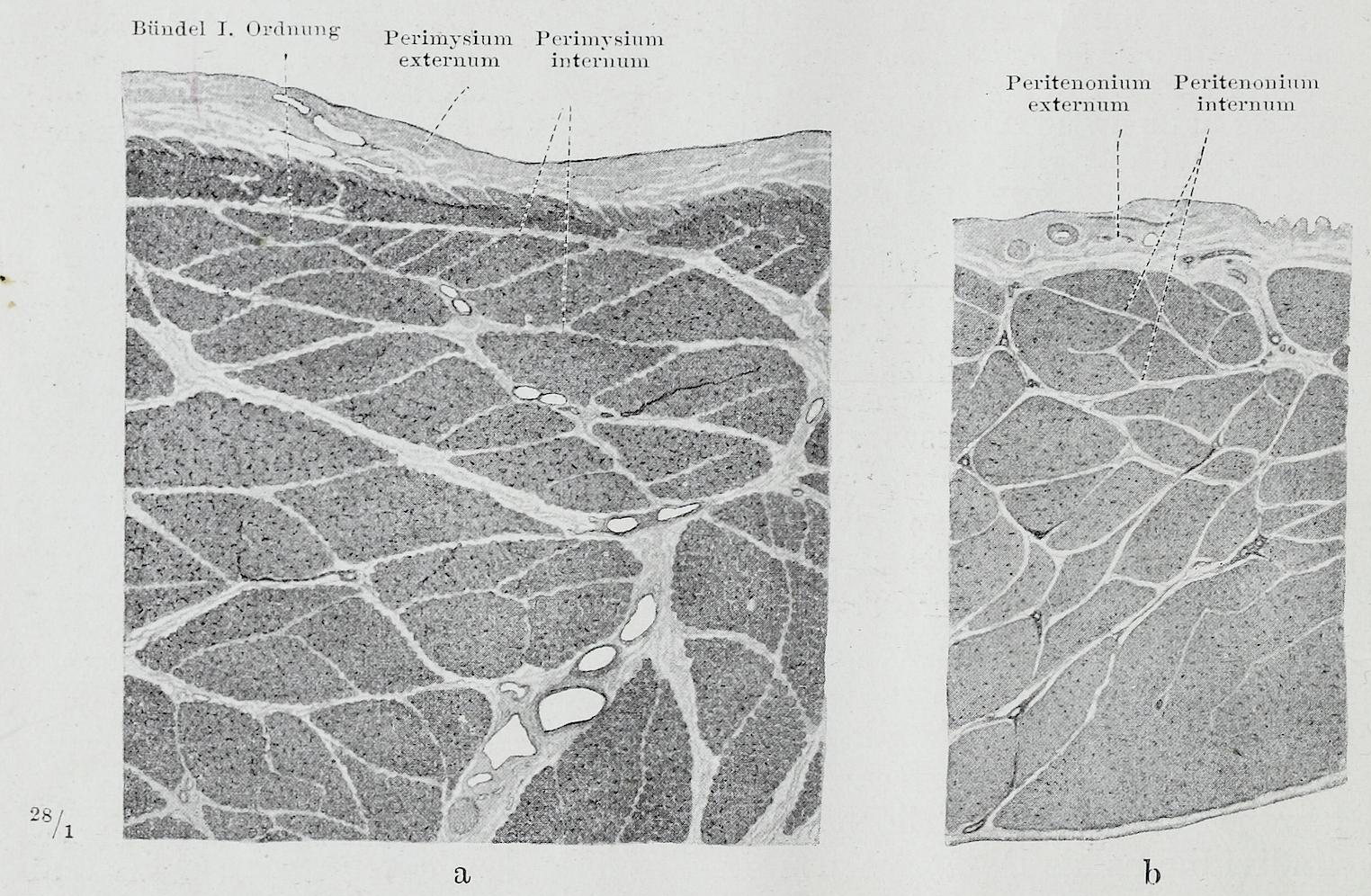
Muskelfasern und umgebendes Bindegewebe.

Die eigentlichen Muskelfaszien (Fascia propria musculi) ummanteln den jeweiligen Muskel und „wiederholen für den ganzen Muskel das gleiche, was das Perimysium der einzelnen Muskelfasern für sie leistet“. Folglich bilden sie gemeinsam mit den Muskelfasern sowie dessen umgebenden Bindegewebe (Endomysium, Perimysium, Epimysium) eine funktionelle Einheit bzw. sind nach der Konservierung kaum noch vom Perimysium abgrenzbar. Zwischen manchen Muskelfaszien und dem jeweiligen Epimysium liegt eine subfasziale Trennschicht, welche aus lockeren Bindegewebsfasern besteht und ein Gleiten des Muskels in seiner Binde erlaubt („Verschiebeschicht“).
Durch den steten Druck, den das Muskelgewebe auf die Muskelfaszie ausübt, stehen deren kollagene Bindegewebsfasern stets unter Spannung. Der Verlauf ist meist senkrecht zur Faserrichtung des jeweiligen Muskels.
Die Muskelfaszie bildet eine Führungsröhre bzw. eine Art „Köcher“ für den Muskel, sodass Lage und Form bei den verschiedenen Kontraktionszuständen bewahrt werden. Auch bei erschlafften Muskeln führt dies dazu, „daß im Moment der beginnenden Kontraktion schon die richtige Lage besteht (Aktionsbereitschaft der einzelnen Muskeln).“
Manche Muskeln nehmen ihren Ursprung oder finden ihren Ansatz an den Faszien oder an den Septa intermuscularia, welche an diesen Stellen aponeurotisch verdickt sind. Beispielsweise inseriert der Musculus biceps brachii auch in der Fascia antebrachii. Auf diese Weise werden die Zwischenräume zwischen den Muskeln bei der Kontraktion vergrößert und es entstehen bei „mageren Personen gewisse Hautreliefs [z. B.] ‚Salzfäßchen‘ oberhalb des Schlüsselbeins, ‚Tabatiére‘ an der Handwurzel“ Darüber hinaus können Muskeln auf diese Weise als Faszienspanner wirken.
An den mimischen Muskeln des Gesichts sowie am Musculus sphincter ani externus sind keine eigenständigen Muskelfaszien ausgebildet.

#### Gruppenfaszie (Fascia investiens)
Die umhüllenden Gruppenfaszien (Fascia investiens) verbinden die Muskeln, welche die gleiche Funktion haben und schaffen so die Muskellogen (vergleiche: Fascia lata). An der Verbindungsstelle von zwei Gruppenfaszien entstehen Zwischenschichten (Septum intermusculare), welche in der Tiefe bis zum Knochen ziehen.

### Oberflächenfaszie (Fascia superficialis)
Unter der Oberflächenfaszie (Syn. allgemeine Körperfaszie) wird eine bindegewebige Struktur unterhalb des subkutanen Fettes (Tela subcutanea) verstanden, welche „trikotartig ganze Körperregionen [überzieht] und alle Muskeln gemeinsam gegen die Haut [begrenzt].“ Am Gesicht bzw. im Bereich der mimischen Muskeln ist sie an manchen Stellen ausgespart.

## Dreischichtiges Faszienmodell in der Osteopathie
In der Osteopathie und insbesondere nach dem Modell von Ida P. Rolf werden darüber hinaus alle kollagenen faserigen Bindegewebe, insbesondere Gelenk- und Organkapseln, Sehnenplatten (Aponeurosen), Muskelsepten (Septum intermusculare), Bänder, Haltebänder (Retinacula) und Sehnen als „Faszie“ angesprochen. Hier besteht die Vorstellung, dass die Faszien den ganzen Körper als ein umhüllendes und verbindendes „Spannungsnetzwerk“ durchdringen. Diese neue Definition von Faszien kommt dem umgangssprachlichen Verständnis von dem Wort „Bindegewebe“ näher. Im Unterschied hierzu werden in der fachmedizinischen Terminologie auch Knorpel- und Knochengewebe zum Binde- und Stützgewebe gezählt.
In den Veröffentlichungen von Schleip et al. (2014) sowie von Stecco 2016 ist ein dreischichtiges Faszienmodell postuliert worden:

### Oberflächliche Faszien
Oberflächliche Faszien befinden sich im Unterhautgewebe in den meisten Teilen des Körpers und vermischen sich mit der retikulären Schicht der Lederhaut (Dermis). Sie befinden sich über dem oberen Bereich des Musculus sternocleidomastoideus, am Nacken und über dem Brustbein (Sternum). Sie bestehen hauptsächlich aus lockerem Bindegewebe sowie Fettgewebe. Neben ihrer subkutanen Präsenz umschließt diese Art von Faszien Organe, Drüsen und neurovaskuläre Leitbahnen und füllt an vielen anderen Stellen freien Raum. Sie speichert Fett und Wasser; sie fungiert als Durchgang für Lymphe, Nerven und Blutgefäße sowie als Puffer und Dämpfer. Da ein beträchtlicher Teil der Bindegewebszellen dieser Schicht miteinander Kontakt hat, vermutet man auch, dass diese Schicht als ein körperweites nicht-neurales Kommunikationsnetzwerk dienen könnte.
Aufgrund ihrer hohen Viskoelastizität können sich oberflächliche Faszien deutlich dehnen, um beispielsweise Körperfett in Verbindung mit normaler oder pränataler Gewichtszunahme aufzunehmen.

### Tiefe Faszien
Tiefe Faszien sind die dichten faserreichen Bindegewebsschichten und -stränge, welche die Muskeln, Knochen, Nervenbahnen und Blutgefäße des Körpers durchdringen und umschließen. Je nach lokalen Belastungsverhältnissen verdichtet und organisiert sich dieses Gewebenetzwerk als Sehnenplatten (Aponeurosen), große flächenhafte Faszien (wie die Fascia lata oder die Plantarfaszie), als Ligamente (Bänder), Retinacula (Fesseln), Gelenkkapseln oder als Muskelsepten.
Als hochinnerviertes Periosteum umhüllt dieses Gewebe die Knochen, als Perichondrium die Knorpelgewebe und als Perineurium die Nervenbahnen. Ferner sind alle Muskelfasern von einer Endomysium-Schicht umhüllt, während das Perimysium einzelne Muskelfaserbündel zusammenfasst und schließlich das Epimysium den ganzen Muskel umhüllt. Der hohe Anteil an Kollagenfasern verleiht diesen Geweben eine hohe viskoelastische Zugbelastbarkeit.
Tiefe Faszien sind ebenfalls weniger dehnbar als oberflächliche Faszien. Viele tiefe Faszien sind in der Lage, auf eine entsprechende mechanische oder chemische Stimulation mit Kontraktion oder Entspannung sowie durch eine allmähliche strukturelle Umorganisation ihrer inneren Bauelemente zu reagieren. Tiefe Faszien besitzen spezielle Glattmuskel-ähnliche Bindegewebszellen (Myofibroblasten), welche ihnen die Fähigkeit verleihen, sich ähnlich wie viele Eingeweide oder Blutgefäße über eine lange Zeit aktiv kontrahieren zu können. Die Steifigkeit einer Faszie hängt offenbar mit der Dichte an Myofibroblasten zusammen. So findet man sowohl bei der Palmaren Fibromatose (Dupuytren-Kontraktur) als auch bei pathologischer Schultersteife („Frozen Shoulder“) eine besonders hohe Myofibroblasten-Dichte.

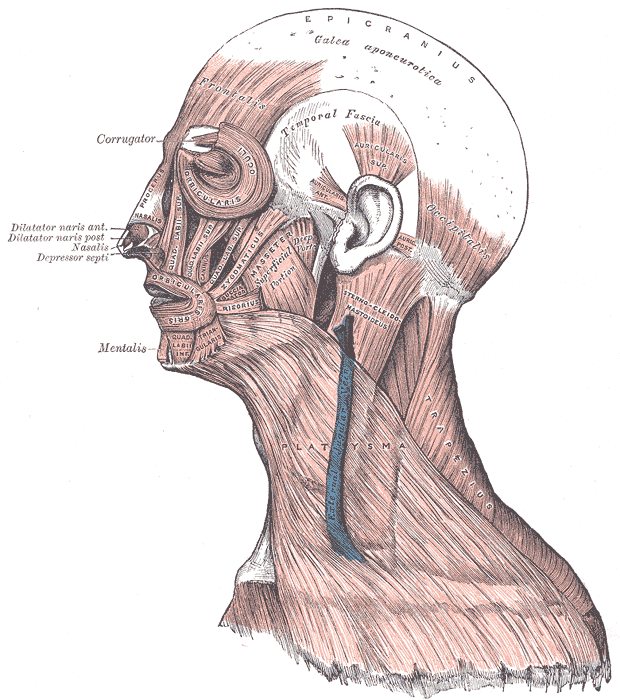
Die Galea aponeurotica und die Temporal-Faszie
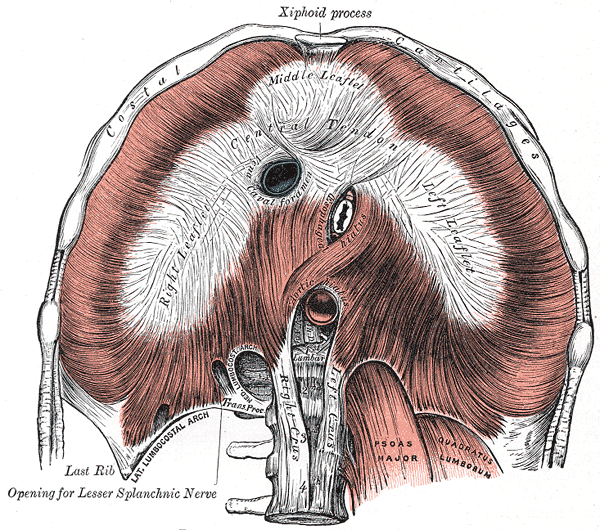
Die Faszie des Zwerchfells
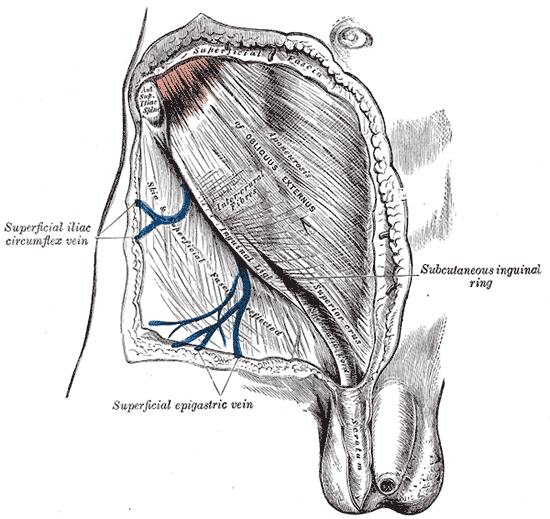
Die Aponeurose des Musculus obliquus externus abdominis (äußerer schräger Bauchmuskel)
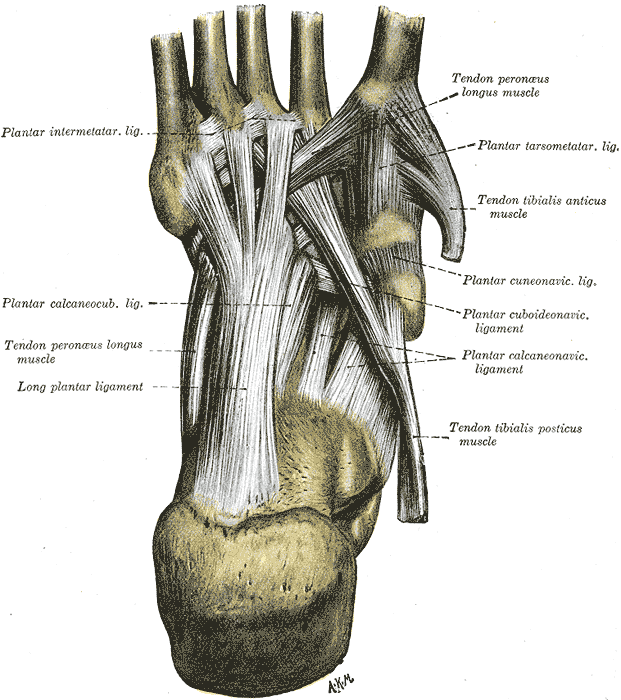
Die tiefen Bänder des Fußgewölbes

### Viszerale Faszien
Als viszerale Faszie (Fascia visceralis) wird das gesamte Bindegewebe unter dem Eingeweide-Blatt der Serosa bezeichnet. Im Bereich des Beckenbindegewebes umgibt Fascia pelvis visceralis die Beckeneingeweide im extraperitonealen Teil des Beckens. Sie umfasst als Fascia rectoprostatica (Denonvillier-Faszie) beim Mann Mastdarm und Prostata. Bei der Frau nennt man diese Struktur Parametrium, um die Scheide Parakolpium. Eine einheitliche Beckenraumfaszie ist jedoch nicht ausgebildet. Von den Klinikern wird manchmal auch das den Rachen bedeckende mittlere Blatt der Halsfaszie (Fascia colli media) als viszerale Faszie bezeichnet.

## Klinische Bedeutung

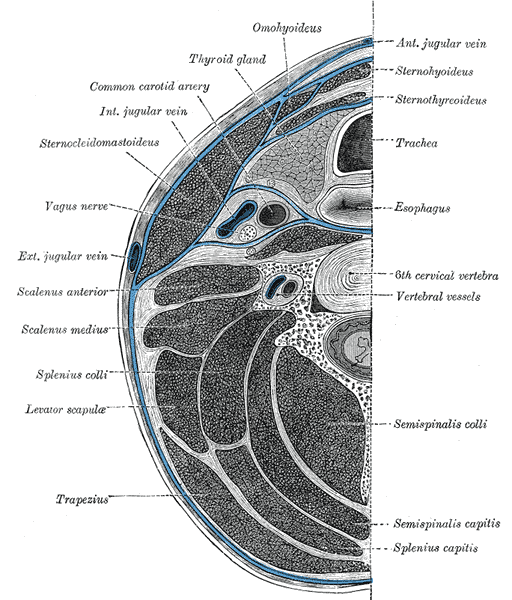
Fasziale Strukturen am Hals im Querschnitt.

Muskelfaszien verhindern die Ausbreitung von Entzündungen, Eiterungen und Hämatomen bzw. erlauben diese an den Stellen, wo eine Spalte zur Muskeloberfläche (Epimysium) besteht. Auf diese Weise bleiben Prozesse meist für längere Zeit auf ein Bindegewebsfach bzw. eine Muskelloge beschränkt (siehe z. B. Psoas-Zeichen). Kommt es, z. B. bei übermäßiger Belastung, zu einem Riss in der Muskelfaszie, so kann die von ihr umhüllte weiche Muskelmasse an dieser Stelle vorquellen und es entsteht eine schmerzhafte Muskelhernie. Dies kann auch intraoperativ beobachtet werden, wenn nach Eröffnen der Faszie der Muskel hervorquillt.

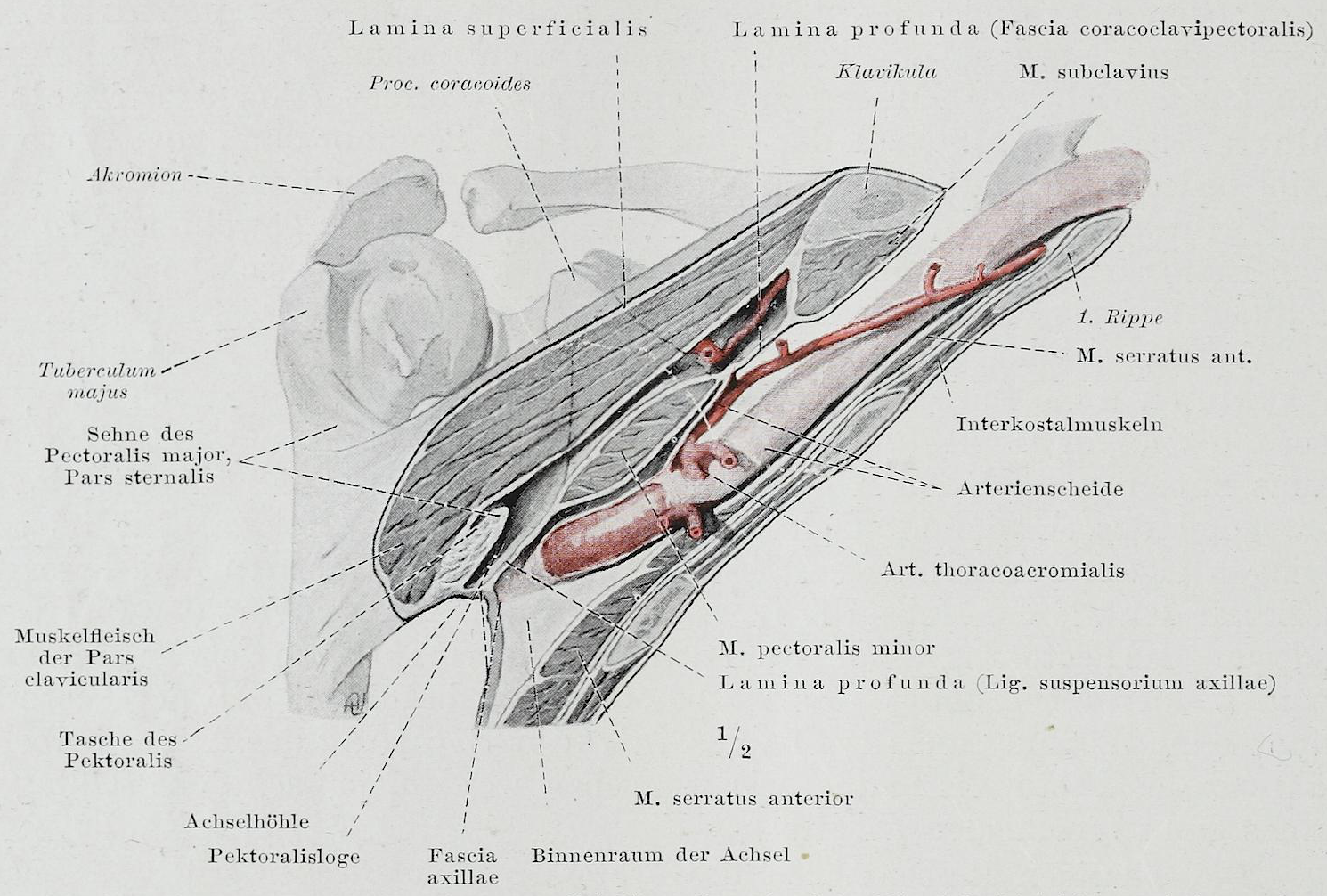
Fasziale Strukturen in der Achselhöhle (Lamina profunda und Lamina superficialis).

Ein Druckanstieg in den von den Faszien umfassten Logen kann zur Ausbildung eines Kompartmentsyndroms führen. Dieses Wissen ist beispielsweise bei der osteosynthetischen Versorgung von Unterschenkelfrakturen wichtig, da dort die Kompartimente sehr eng gefasst sind und schwere neuro-vaskuläre Komplikationen drohen können. Andere Muskeln, wie der Sternocleidomastoideus am Hals, der Pronator teres am Arm oder der Sartorius am Bein, haben sehr flexible Muskelhüllen, durch die sie gut durchgleiten können.
Die genaue Kenntnis der Muskelfaszien beziehungsweise der Muskellogen ist insbesondere für Chirurgen bei der intraoperativen Orientierung im Situs entscheidend. Beim operativen Wundverschluss werden die Muskelfaszien durch kräftige Nähte (Fasziennähte) wieder miteinander verbunden. Die Fasziennaht ist eine Nahtmethode, bei der eine Doppelung der Faszie zustande kommt.
Da fasziale Strukturen, zum Beispiel Sehnen, geringer durchblutet sind als zum Beispiel Muskeln, können sie recht gut chirurgisch transplantiert werden (siehe auch: Kreuzbandplastik).
Durch etablierte manualtherapeutische Verfahren, wie zum Beispiel Bindegewebsmassage und Periostmassage, oder auch Verfahren, wie das Schröpfen, werden die Faszien des menschlichen Körpers mitbehandelt. Auch das Schröpfen führt zu Veränderungen der (oberflächlichen) Faszien.
In der Osteopathie werden Faszien als eigenständiges Organsystem betrachtet, welches ein „Netzwerk aus Bindegewebssträngen, -hüllen und - schichten“ bilde. Auf diese Weise werde der Körper zusammengehalten und organisiert. Mit osteopathischen Techniken werde eine Verbesserung bzw. Regeneration der Gleiteigenschaften von faszialen Strukturen sowie eine nachhaltige Veränderung in den Faszien angestrebt (Stichwort: „Fasziale Dynamik“). Eine spezielle Form der Faszientherapie stellt das Rolfing bzw. die hieraus entwickelte „Fasciatherapie“ sowie das Fasziendistorsionsmodell dar, welche spezifisch auf die tiefen Faszien einwirken sollen.
In den letzten Jahren gibt es zudem einen zunehmenden „paramedizinischen“ Trend zur Faszienfitness beziehungsweise zum Faszientraining. Mithilfe verschiedener Methoden, zum Beispiel durch die Verwendung einer Faszienrolle, sollen die Faszien gezielt trainiert werden können.

### Basisliteratur
- Hermann Braus: Anatomie des Menschen. Ein Lehrbuch für Studierende und Ärzte. Erster Band. Bewegungsapparat. Julius Springer Verlag, Berlin 1921; 2. und 3. Auflage von Curt Elze.
- Bernhard Tillmann, Gian Töndury: Bewegungsapparat. Band I, in: Rauber / Kopsch. Anatomie des Menschen. Herausgegeben von H. Leonhardt, Bernhard Tillmann, Gian Töndury, K. Zilles. Georg Thieme Verlag, Stuttgart / New York 1987.
- Herbert Lippert: Lehrbuch Anatomie. 2. Auflage. Urban & Schwarzenberg, München 1990; 8. Auflage ebenda 2017.
- Herwig Hahn von Dorsche, Reinhard Dittel: Anatomie des Bewegungssystems. 2. Auflage. Neuromedizin-Verlag, Bad Hersfeld 2006, ISBN 3-930926-18-0.
- Jens Waschke, Tobias Böckers, Friedrich Paulsen (Hrsg.): Sobotta Lehrbuch Anatomie. Urban & Fischer, München 2015; 2. Auflage ebenda 2019, ISBN 978-3-437-44081-6.

### Spezialliteratur
- Serge Paoletti: The Fasciae. Anatomy, Dysfunction and Treatment. Eastland Press, Seattle 2006, ISBN 0-939616-53-X.
- Robert Schleip, Thomas W. Findley, Leon Chaitow, Peter A. Huijing (Hrsg.): Lehrbuch Faszien. Grundlagen, Forschung, Behandlung. Urban & Fischer Verlag / Elsevier, München 2014, ISBN 978-3-437-55306-6.
- Carla Stecco: Atlas des menschlichen Fasziensystems. Urban & Fischer Verlag / Elsevier, 2016, ISBN 978-3-437-55905-1.
- Magga Corts: Anatomie für Osteopathen. Georg Thieme Verlag, Stuttgart 2019, ISBN 978-3-13-220621-2.